# Magyardiószeg
Magyardiószeg (szlovákul Veľký Diosek) Diószeg városrésze, 1943-ig önálló község Szlovákiában a Nagyszombati kerületben a Galántai járásban.

## Fekvése
Galántától 6 km-re nyugatra a Dudvág partján fekszik.

## Története
1252-ben IV. Béla oklevelében említik először. Nevét onnan kapta, hogy a falu területén sok volt a diófa. 1301-ben Dudvág Miklós a település földesura. 1337-ben Nagy Lajos király hívének Oros Péternek adta. 1530-ban a török egy rajtaütés során felégette. 1553-ban 22 adózó porta állt a faluban, mely a rend feloszlatásáig budai klarisszák  birtokában volt. Ezután egyházi birtok, majd az Erdődy család vásárolta meg, később az Eszterházyaké. 1582-ben Diószeg városi rangot nyert, a 17. században pedig vásártartási és vámszedési privilégiumokat kapott. Ekkor két jelentős épülete a templom és a kastély volt. A Rákóczi-szabadságharc alatt a Guido von Starhemberg parancsnoksága alatt álló császári csapatok kifosztották, 1709-ben pedig felégették. 1786-ban II. József császár német földműveseket és kézműveseket telepített ide, ettől kezdve a korábbi város két részre, Magyar- és Németdiószegre oszlott. Az Eszterházyak után a Zichy család lett a település fő birtokosa. 1850-ben megépült a vasútvonal, amely Diószeget Pozsonnyal és Pesttel kötötte össze.
Vályi András szerint "DIÓSZEG. Népes magyar falu Poson Vármegyében, birtokosai valának a’ Sz. Klára Szerzetbéli Apátzák, most a’ Religyiói kintstár, lakosai katolikusok, és más félék, fekszik puszta Födémes, és Galanta között, Dudvág vize mellett, Kis Matsédhez fél órányira, számos vendég fogadók vagynak körűlötte; határja gazdag, legelője nagy, fája elég, réttyei jók, halászattya hasznos, első Osztálybéli.
" 
Fényes Elek szerint "Diószegh, Pozson m. magyar–német mező-város, a Dudvágh mellett, a Nyitrától Pozsonyba vivő országutban, az utolsó várostól 5 mfdnyire: 1483 kath., 74 evang., vagyonos lakosainak 10/13 magyar, 3/13 német. Van itt kath. paroch. templom, nagy emeletes vendégfogadó, csinos urasági tiszti lakás. Róna határja igen termékeny; rétje, legelője bőven; erdeje szép. Az uraság juhnyája több ezerre megyen, tehenészete is derék. A lakosok igen jó lovakat nevelnek; gabonával, s köleskásával kereskednek. F. u. gr. Eszterházy Vinczéné. Ut. p. Cseklész."
Magyaridószeg, mátyusföldi kisközség, magyar-, német- és tótajkú lakosokkal, kik között a róm. kath. vallású magyarok vannak a legtöbben. Házainak száma 299, lakosaié 2722. Körjegyzőségi székhely. Nevét a hajdan határában állott diófaerdőtől vette, melyet IV. Béla királynak 1252. évi oklevele említ. 1301-ben Dudwagy Miklós az ura, kinek már ősei birtokosai voltak. A Dudvágszegi család révén 1337-ben Orros Péter a birtokosa, ezután I. Károly király, János fia Morochuk mesternek adományozza a birtokot, melyre ez I. Lajos királytól új adományt nyert. 1470-ben a Dudvágszegi család már Dyozegi néven szerepel és még mindig birtokos itt. E község a pápai tizedszedők jegyzékébe Dyosic alakban van bejegyezve. 1553-ban, az akkori portális összeírásban, már az óbudai apáczák szerepelnek birtokosaiként 22 portával. 1647-ben a Klarissza-apáczáké, s e rend II. József alatt történt eltörlése után a vallásalapé lett, melytől az Erdődy grófok és ezektől meg az Esterházyak vették meg. Ez utóbbiak után Zichy Ferencz gróf tulajdonába került. Most Zichy József grófé és bérlője a diószegi czukorgyár-részvénytársaság, melynek itt nagy és mintaszerű gazdasága, hatalmas czukorgyára és szép kastélya van, melyet a társaság 1885-ben építtetett. Diószegnek hajdan vásárszabadalmai is voltak, melyeket 1870-ben megújítottak. 1707-ben Starhremberg Guidó császári fővezér megszállotta és a kuruczok ellen megerősítette. 1709-ben az egész község leégett. Dudvágszeg hajdani nevének emlékét ma már csak egyik ily nevű dűlője és egy domb tartja fenn. 1647-ben még önálló község volt, de az 1673-83 közötti török dúlások alatt elpusztult. A katholikus templomot, a község ősi templomának a helyén, a vallásalap 1786-ban építtette. Van a községben katholikus olvasókör, hitelszövetkezet és a volt úrbéresek egyesülete. Ide tartozik Újhely nevű puszta is, mely hajdan község volt, de a Rákóczy-féle felkelés idejében elpusztult. A községben van posta, távíró és vasúti állomás. 
A trianoni békeszerződésig Pozsony vármegye Galántai járásához tartozott.

## Népessége
1910-ben 2997 lakosából 2483 magyar és 317 szlovák volt.
2001-ben Diószeg városnak 6078 lakosából 3614 szlovák és 2340 magyar volt.

## Híres emberek
- Itt született Koltay-Kastner Jenő (1892–1985) irodalomtörténész, filológus (italianista), történész, az MTA tagja.
- Itt született Pongrácz Zoltán (1912–2007) zeneszerző.
- Itt született Abay Nemes Oszkár (1913–1959) úszóbajnok.
- Itt született Lengyelfalusy József (Letocha; 1888-1947) plébános, szentszéki tanácsos.

## Külső hivatkozások
- Diószeg város hivatalos oldala
- Obce info.sk
- Diószeg Szlovákia térképén